# Неофіт V Константинопольський
Неофіт V — Вселенський патріарх на кілька днів у жовтні 1707 року.

## Життєпис
15 травня 1689 року був обраний митрополитом Іракліонським. 20 жовтня 1707 року первосвященниками і мирянами він був обраний патріархом без відставки з Іракліонської єпархії. Його обрання викликало негативну реакцію, яка призвела до його усунення через 5 днів. Потім він продовжував пасторувати єпархію Іракліону до своєї смерті в 1711 році.

## Виноски та посилання

### Виноски
1. ↑  Його підпис зберігся в документі червня 1708 року, під час патріаршества його наступника Кипріяна.[3]